# Kejsergade
Kejsergade er en lille gade i Indre By i København. Gaden forbinder Skindergade med Gråbrødretorv.
Navnet kendes siden 1830'erne, men gaden som sådan opstod i 1660'erne efter nedrivningen af Corfitz Ulfeldts gård. Navnet er blevet sat i forbindelse med lederen af fattigopsynet (stodderkongen) eller med en ejendom ved navn Kejsergården. I 1757 gik gaden under navnet Twer Stræde.
Omkring 1900 var det tanken at bruge Kejsergade til at skabe en direkte forbindelse fra Skindergade til Amagertorv gennem Gråbrødretorvs ulige numre. Bortset fra den lille gadestump Kejsergade blev planen dog aldrig gennemført. Til gengæld skaber Kringlegangen forbindelse fra Gråbrødretorv til Valkendorfsgade, der fører videre til Amagertorv.
På hjørnet af Kejsergade 1 / Skindergade 19 blev der i 1828-1829 opført en hjørneejendom med syv fag mod Kejsergade og seks mod Skindergade. I denne gård boede både komponisten Niels W. Gade og officeren Christian de Meza. I nutiden ligger der flere caféer i området.

## Kejsergadesagen
I 1969 blev det afsløret, at Forsvarets Centralradio havde en aflytningscentral i Kejsergade 2. Den befandt sig i kælderen under en af Københavns Universitets ejendomme, hvor Asiatisk Institut holdt til, og blev formentlig brugt til aflytning af udenlandske ambassadørers telekommunikation. De studerende ved Asiatisk Institut havde undret sig over den store trafik ind og ud af kælderen og planlagde en protestaktion. Dagbladet Information kom dem imidlertid i forkøbet med en dag, så centralen blev afsløret 22. oktober 1969. Lokalerne blev rømmet under pressens fulde opmærksomhed, og hele affæren medførte stærk kritik af først og fremmest universitetet og Forsvarets Efterretningstjeneste, men også statsministeren og forsvarsministeren blev udsat for kritik.